# 福島県立ふくしま新世高等学校
福島県立ふくしま新世高等学校（ふくしまけんりつ ふくしましんせいこうとうがっこう）は、福島県福島市渡利にある定時制課程の県立高等学校。

## 概要
2022年に保原高校の定時制課程と福島中央高校が統合し、福島県立ふくしま新世高等学校が開校。校舎は旧福島中央高校を使用している。なおそれぞれの高校で入学した生徒は旧高校での生活となる。

## 設置学科
- 定時制課程
  - 普通科

## 沿革
- 2022年（令和4年）4月1日 - 開校。